# Ichneumon vinulentus
Ichneumon vinulentus är en stekelart som beskrevs av Cresson 1864. Ichneumon vinulentus ingår i släktet Ichneumon och familjen brokparasitsteklar. Inga underarter finns listade i Catalogue of Life.